# Саудовская Аравия на летних Олимпийских играх 2000
Саудовская Аравия принимала участие в Летних Олимпийских играх 2000 года в Сиднее (Австралия) в седьмой раз за свою историю, и завоевала одну серебряную и одну бронзовую медали. Это первые олимпийские медали и лучшее выступление сборной Саудовской Аравии.

## 02!Серебро
- Лёгкая атлетика, мужчины, 400 метров с препятствиями — Хади Суаан аль-Сомайли.

## 03!Бронза
- Конный спорт, мужчины — Халед аль-Эйд.

## Состав олимпийской сборной Саудовской Аравии

### Плавание
Спортсменов — 1
В следующий раунд на каждой дистанции проходили лучшие спортсмены по времени, независимо от места занятого в своём заплыве.
Мужчины
| Спортсмен         | Соревнование | Предварительные заплывы | Предварительные заплывы | Полуфиналы | Полуфиналы | Финал     | Финал     |
| Спортсмен         | Соревнование | Результат               | Место                   | Результат  | Место      | Результат | Место     |
| ----------------- | ------------ | ----------------------- | ----------------------- | ---------- | ---------- | --------- | --------- |
| Ахмед Аль-Кудмани | 100 м брасс  | 1:06,07                 | 56                      | Не прошёл  | Не прошёл  | Не прошёл | Не прошёл |